# Castillo de Châteaudun
El castillo de Châteaudun (en francés: 'château de Châteaudun') es un castillo francés de origen medieval construido entre el siglo XII y los siglos XV/XVI,situado en un promontorio rocoso que domina la ciudad  de Châteaudun y el Loir, en el departamento de Eure y Loir. Junto con el castillo de Montsoreau (1453) y el Palacio Jacques-Cœur (1451), Châteaudun en uno de los primeros ejemplos de arquitectura renacentista en Francia.
El donjon, la edificación más antigua, fue construido alrededor de 1180 por Teobaldo V, conde de Blois. Jean de Dunois (1402-1468), bastardo de Luis I, duque de Orleans y compañero de Juana de Arco, que había recibido el castillo como una recompensa por la liberación de su medio hermano Carlos de Orleans, prisionero de los ingleses, lo transformó en residencia mediante la adición de un corps de logis de estilo gótico y la capilla. Una segunda ala de estilo renacentista se añadió al castillo en la segunda mitad del siglo XV, principios del XVI.
El castillo, que está perfectamente conservado, es administrado por el Centro de monumentos nacionales y está protegido como monumento histórico.
Pertenece al conjunto cultural de castillos del Loira, pero no está dentro del ámbito del «Valle del Loira entre Sully-sur-Loire y Chalonnes-sur-Loire» declarado Patrimonio de la Humanidad en 2000. Es miembro de la asociación «Châteaux de la Loire, Vallée des Rois».

## Situación
La torre se dibuja sobre el extremo noroeste de un afloramiento rocoso en torno al cual floreció la ciudad vieja. El resto del castillo fue construido en la base del acantilado y se eleva a sesenta metros sobre el lecho del Loir.

## Historia
Teobaldo I, el tramposo, conde de Blois a principios del siglo X, estableció aquí una de sus fortalezas más fuertes en la época de las invasiones vikingas. El conde de Blois Teobaldo V  construyó el donjon hacia 1180. El 13 de octubre de 1391,  Guy II de Châtillon, el último conde de Blois, vendió los condados de Blois y Dunois a Luis I de Orleáns, hermano del rey Carlos VI. En 1407, tras el asesinato de Luis de Orleans, Châteaudun y sus otros bienes pasaron a su hijo Carlos I de Orleans. Carlos VI donó el castillo en 1439 a su medio hermano Jean de Dunois, llamado "el bastardo de Orleáns" o "Dunois", compañero de armas de Juana de Arco. En 1452 este inició la construcción de la capilla y del corps de logis en estilo gótico. Los trabajos continuaron hasta 1518 bajo el patrocinio  de sus descendientes los duques de Longueville que construyeron el ala norte o ala Longueville de estilo Luis XII, un estilo de transición entre el gótico y el primer Renacimiento. Cuando la familia Longueville se extinguió sin descendencia en 1694, el castillo volvió a los duques de Luynes. El castillo, medio abandonado por sus dueños, sirvió de refugio a los habitantes de Chateaudun después del incendio que asoló la ciudad en 1723. Durante la Revolución francesa, la capilla fue saqueada y los edificios fueron utilizados como cuarteles. El castillo fue nuevamente dañado por los prusianos en la batalla de Châteaudun, en 1870. En 1938 el castillo fue adquirido por el Estado que inició su restauración.

## Descripción

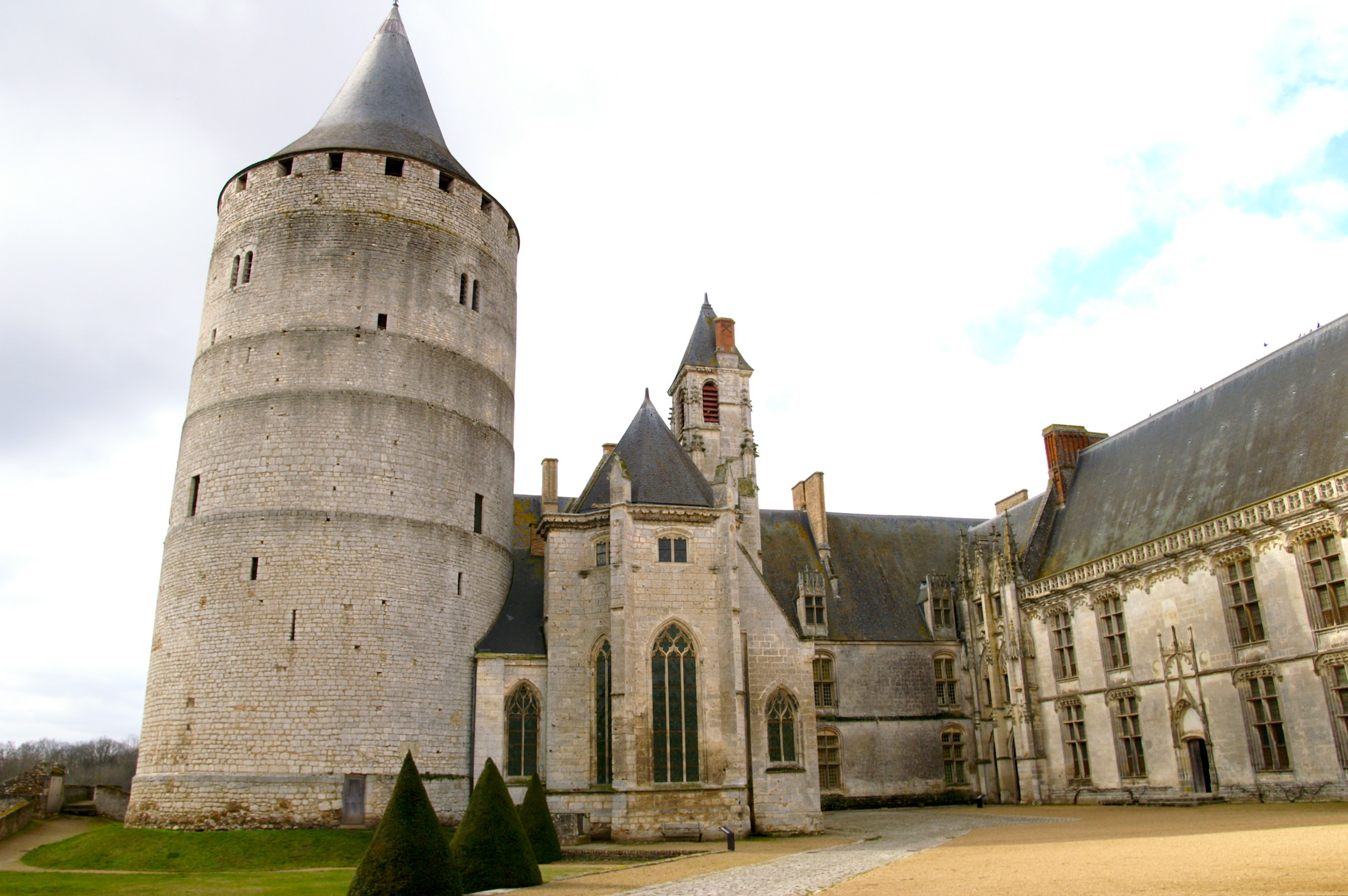
Vista del donjon, la capilla y el ala renacentista

El castillo superpone armoniosamente la arquitectura militar de la Edad Media y los estilos gótico y Renacimiento. La disposición interior de las habitaciones y los grandes ventanales hacen de Châteaudun uno de los primeros ejemplos de arquitectura renacentista de Francia, comparable a los del castillo de Montsoreau y el Palacio Jacques-Coeur, ambos construidos alrededor de 1450.

### El donjon
El donjon cilíndrico, de 31 m de altura bajo techo y 42 m en total  y de 17 m de diámetro se construyó en 1180. Dotado de gruesas paredes de 4 m de espesor, tiene tres niveles: la planta baja es accesible solo desde la planta superior por un pozo, y era usada para el almacenamiento de alimentos. El tejado de pizarra descansa sobre una carpintería fuertemente dimensionada y fue añadido por Dunois. El acceso al donjon se hacía al principio por una puerta originalmente a 10 m de altura que hoy comunica con el desván de la capilla.

### La capilla

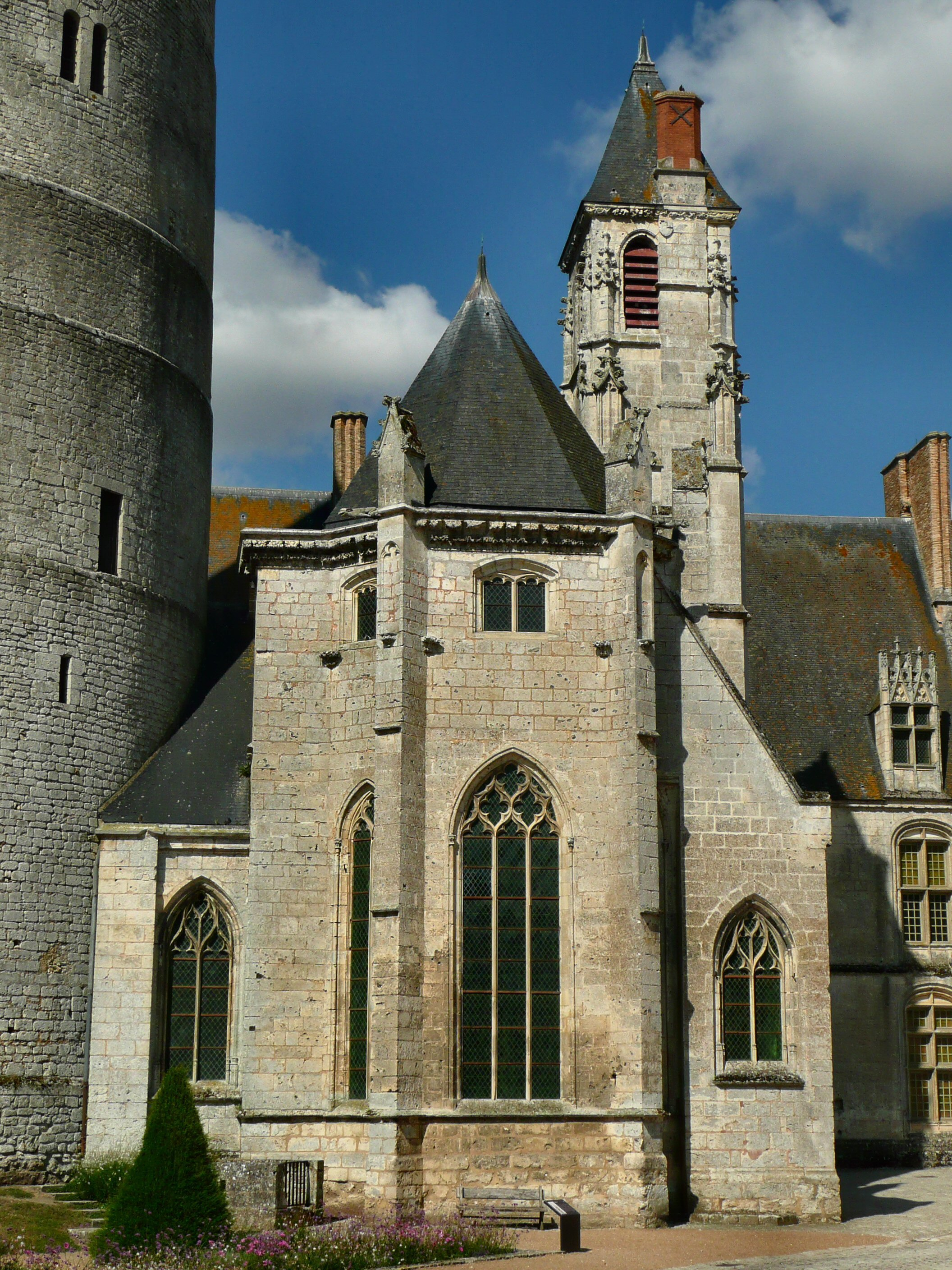
La Sainte Chapelle

La Sainte-Chapelle de Châteaudun fue construida entre 1451 y 1493. Es una de los 10 Santas capillas construidas por los príncipes y los reyes de Francia en la Edad Media. Fue construida en la época de Dunois en varias etapas: el coro y la capilla alta se construyeron entre 1451 y 1454; la nave y el oratorio sur se construyeron a partir de 1460 hasta 1464. La torre del campanario fue erigida en 1493. La capilla baja comprende una quincena  de estatuas de santos venerados por Dunois y su familia realizados por los talleres del Loira en el siglo XV. Un fresco que representa el Juicio Final que data probablemente de 1493 está pintado en la pared del oratorio sur.

### Ala  Dunois
El ala oeste o ala Dunois, construida por Dunois entre 1459 y 1468 es un corps de logis de estilo gótico con cinco niveles. Hay una de las raras salas de justicia del Antiguo Régimen conservados en el estado. El edificio cuenta con una gran escalera de estilo gótico que recuerda el gran tornillo construido bajo Carlos V en el Louvre.

### Ala Longueville

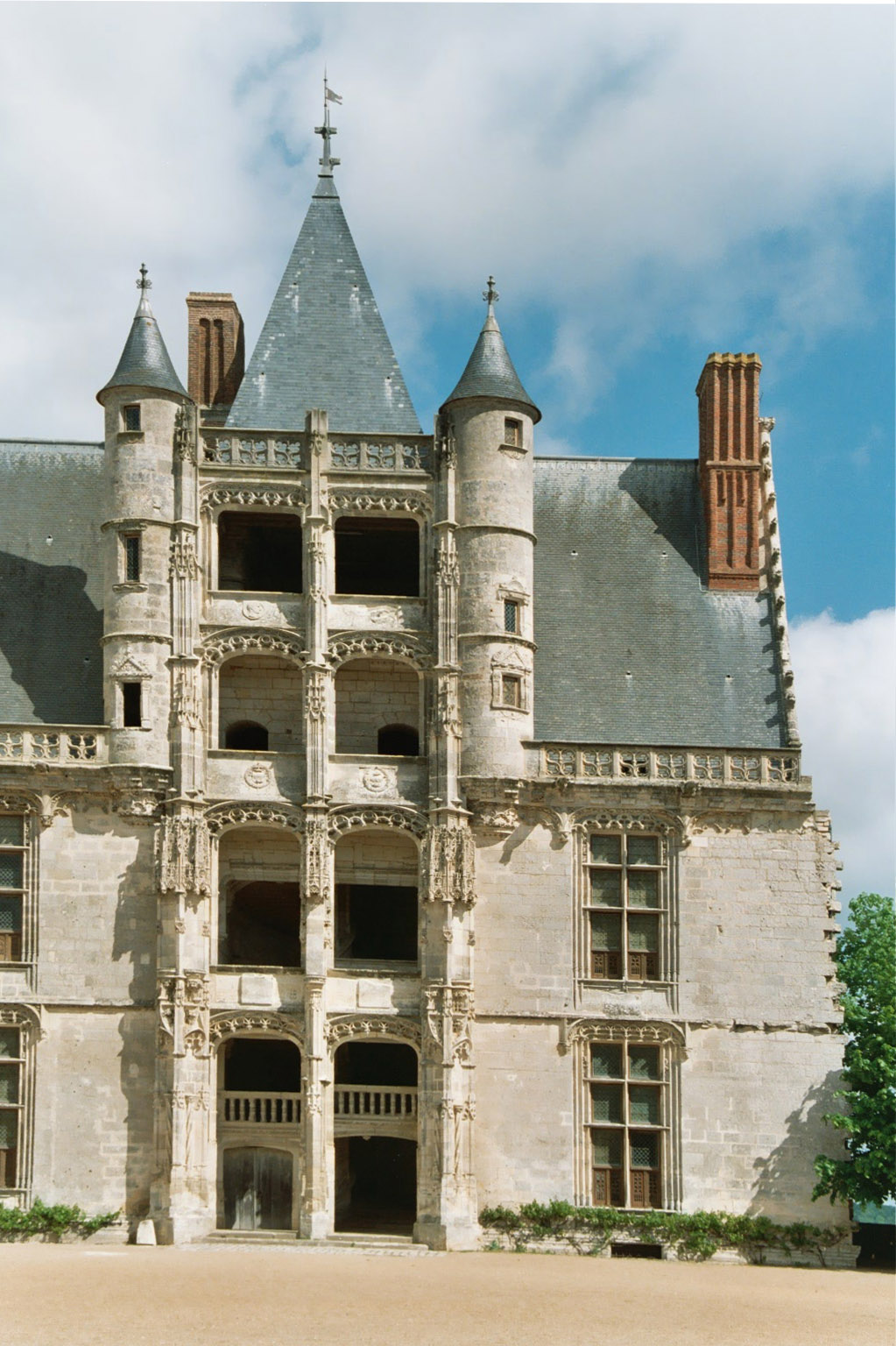
Ala Longueville

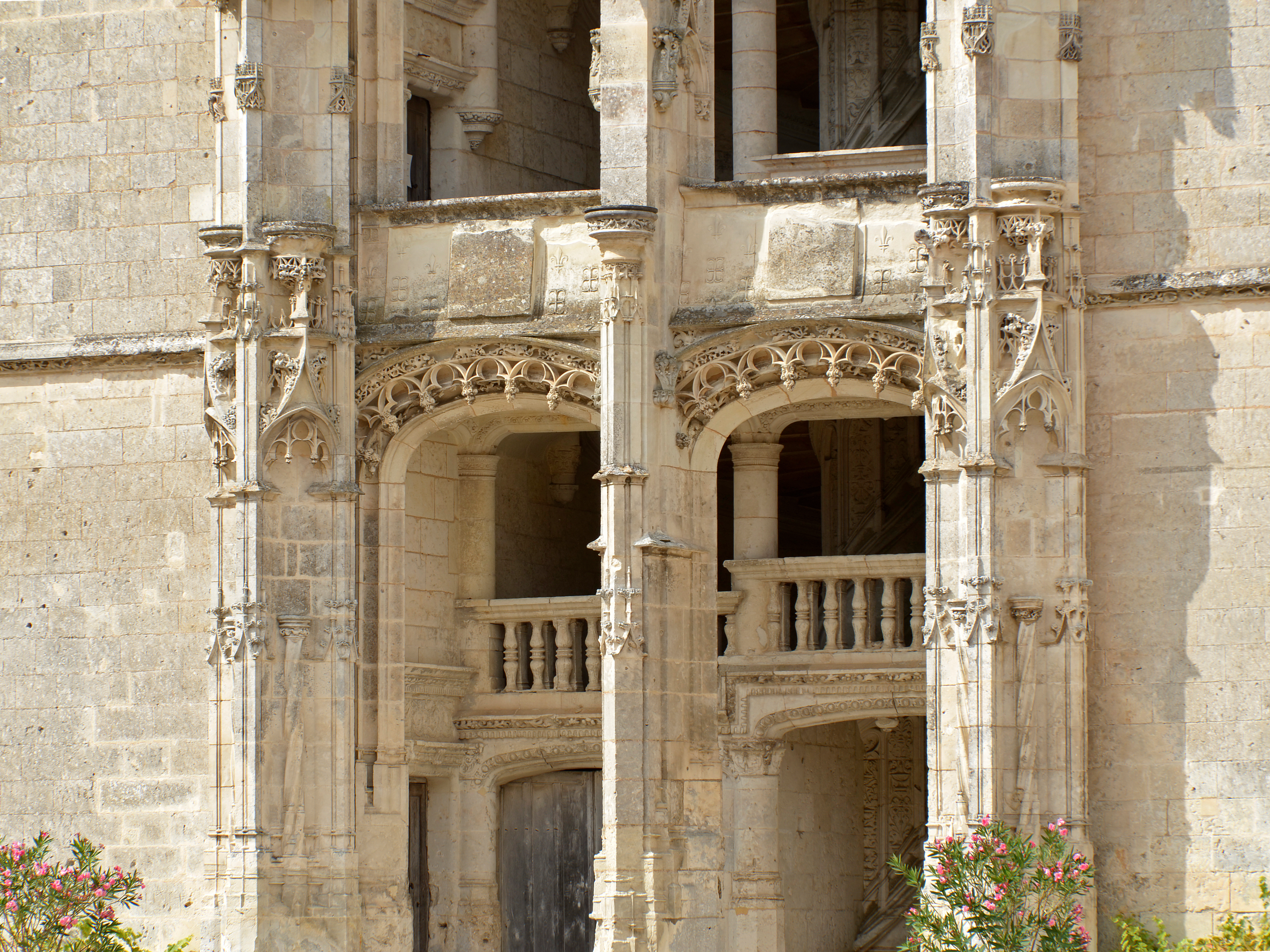
Detalle del ala Longueville

Formando la transición entre el gótico y el renacimiento, el ala norte o el ala Longueville es típica del estilo Luis XII. Si los pisos del sótano fueron construidos por François I de Orleans-Longueville entre 1469 y 1491, los pisos superiores fueron completados por Francisco II de Orleáns Longueville y sus descendientes en el primer cuarto del siglo XVI. Incluye una gran sala baja de 300 m2  y una escalera de estilo renacimiento decorada con motivos italianizantes.

### Tapices
El castillo  conserva en los apartamentos de Catherine d'Alencon situado en el ala Longueville una colección de setenta tapices que incluyen una serie de siete piezas tejidas de la «L’Histoire de Clorinde et Tancrède» según «La Jérusalem délivrée» de Tasse».

### Anécdota
Una visita de la sobrina de Talleyrand.

Me detuve en Chateaudun para visitar allí, en detalle, todo el viejo castillo, hasta las cocinas y mazmorras; a través de una degradación casi completa, todavía hay partes bellas, y la vista es bonita. El príncipe (Adrien) de Laval vino a mi encuentro y me trajo aquí en su calesa; hace de esto un lugar encantador, dispuesto con gusto, investigación y magnificencia. El sitio es precioso, y la parte gótica del castillo, bien conservada y habilmente restaurada  (...) tiene un excelente arquitecto, después, fue el barón de Montmorency el que organizó el patio, y tuvo algunos consejos de mi manera en la reunión de los salones   (...) una de los mayores ridiculeces que conozco: Adrien tiene la orden del Espíritu Santo y no la lleva; tiene varias: ¿que se imaginaba haría con ellas? ¡Las hizo coser de contrapunto de terciopelo que cubren las principales camas de su castillo!
Je me suis arrêtée à Chateaudun pour y visiter, en détail, tout le vieux château, jusqu'aux cuisines et aux cachots ; à travers une dégradation presque complète, on trouve encore de belles parties, et la vue est jolie. Le prince (Adrien) de Laval est venu à ma rencontre et m'a amenée ici dans sa calèche; il fait de ceci un lieu charmant, arrangé avec goût, recherche et magnificence. Le site est beau, et la partie gothique du château, bien conservée et habilement restaurée (...) il a un excellent architecte, puis, c'est le baron de Montmorency qui a arrangé la cour, et il y a eu quelques conseils de ma façon dans la réunion des salons (...) une des plus grandes ridiculités que je connaisse : Adrien a l'ordre du Saint-Esprit et on ne le porte plus ; il en avait plusieurs : qu'a-t-il imaginé d'en faire ? Il les a fait coudre au beau milieu des courtepointes en velours qui couvrent les principaux lits de son château !
Chronique de 1831 à 1862(entrada 1 y 2 de agosto de 1836), Duquesa de Dino

### Protecciones
Varias protecciones han sido adoptadas en relación con el castillo de Châteaudun:
- fue objeto de una clasificación al título de los monumentos históricos desde el 6 de julio de 1918;
- las parcelas al pie del castillo fueron objeto de una inscripción  al título de los monumentos históricos desde el14 de octubre de 1946;
- los accesos fueron objeto de una clasificación al título de los monumentos históricos desde el 2 de abril de 1947;
- el claustro de Luynes fue objeto de una inscripción al título de los monumentos históricos desde el 2 de abril de 1947.[6]

### Galería de imágenes

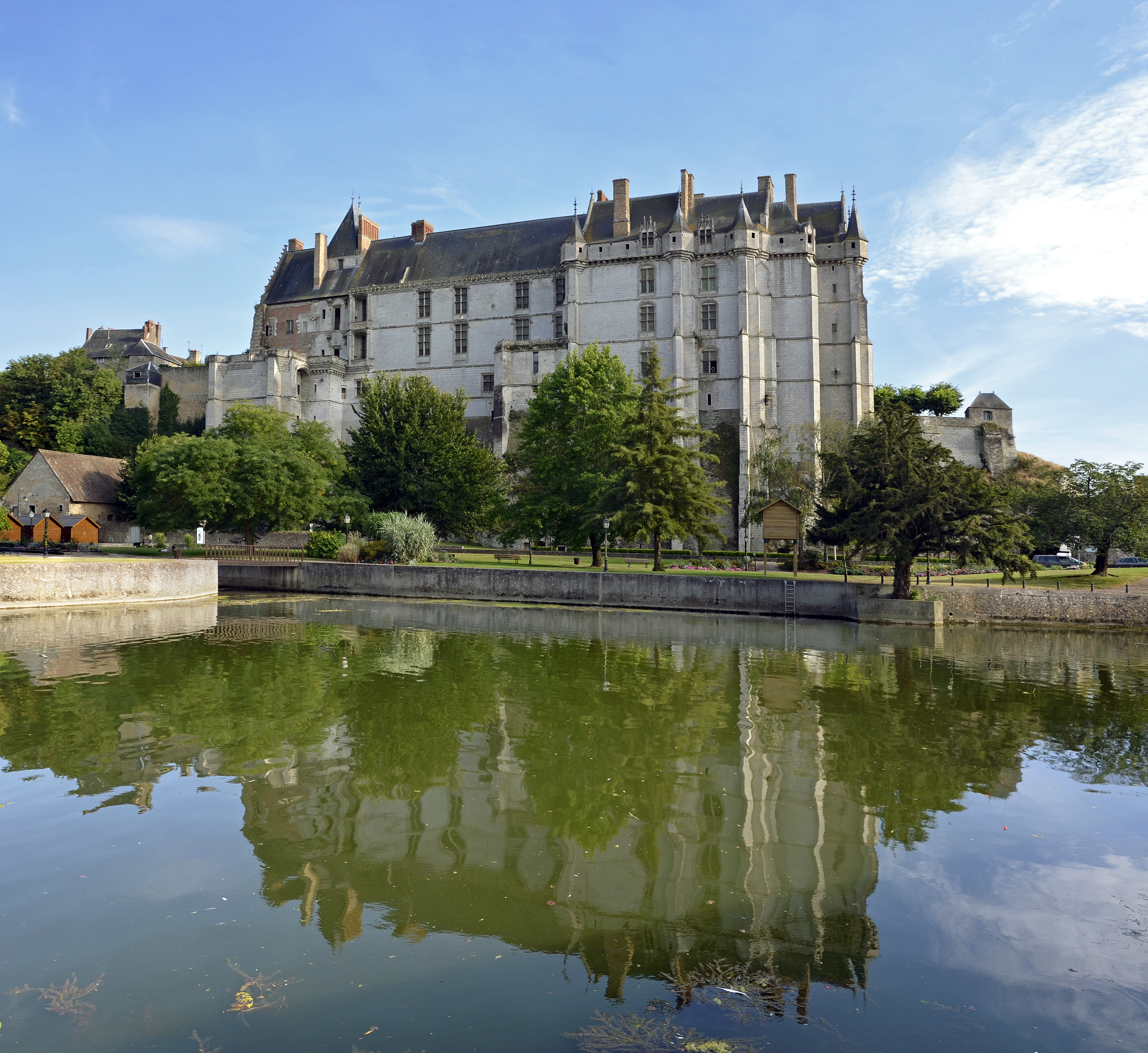
El castillo desde las riberas del Loir
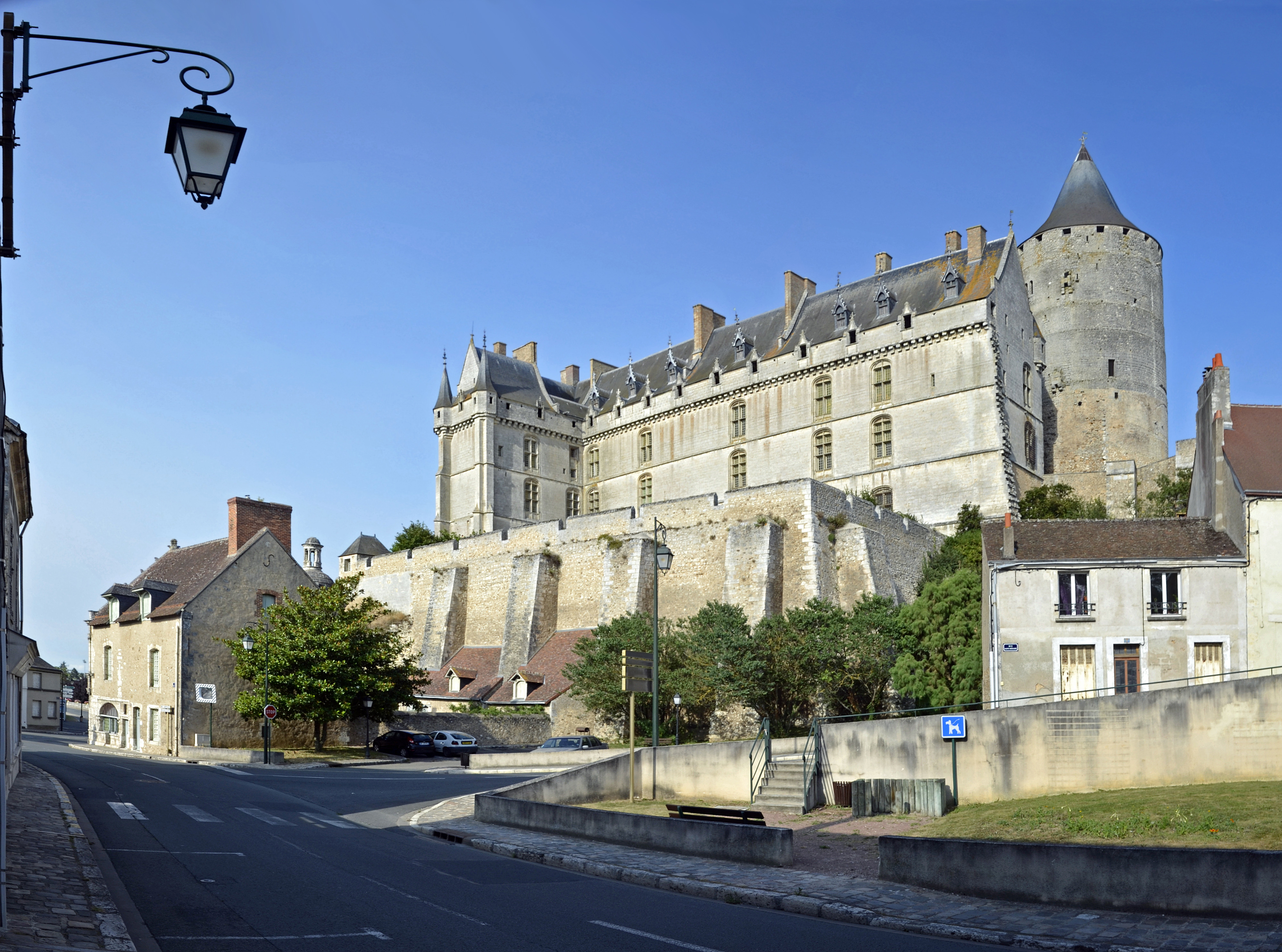
El castillo desde la rue du Val
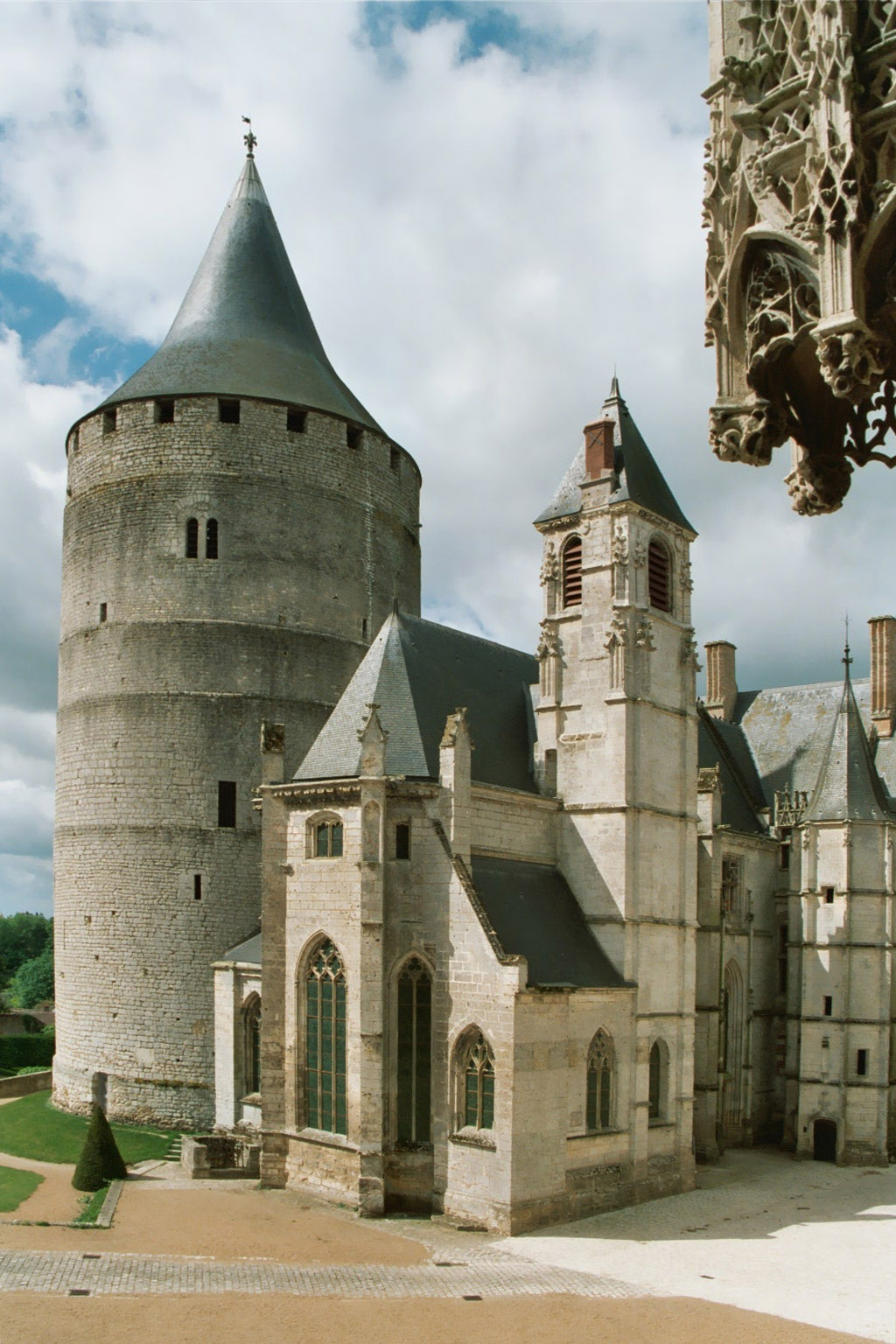
Sainte-Chapelle y donjon
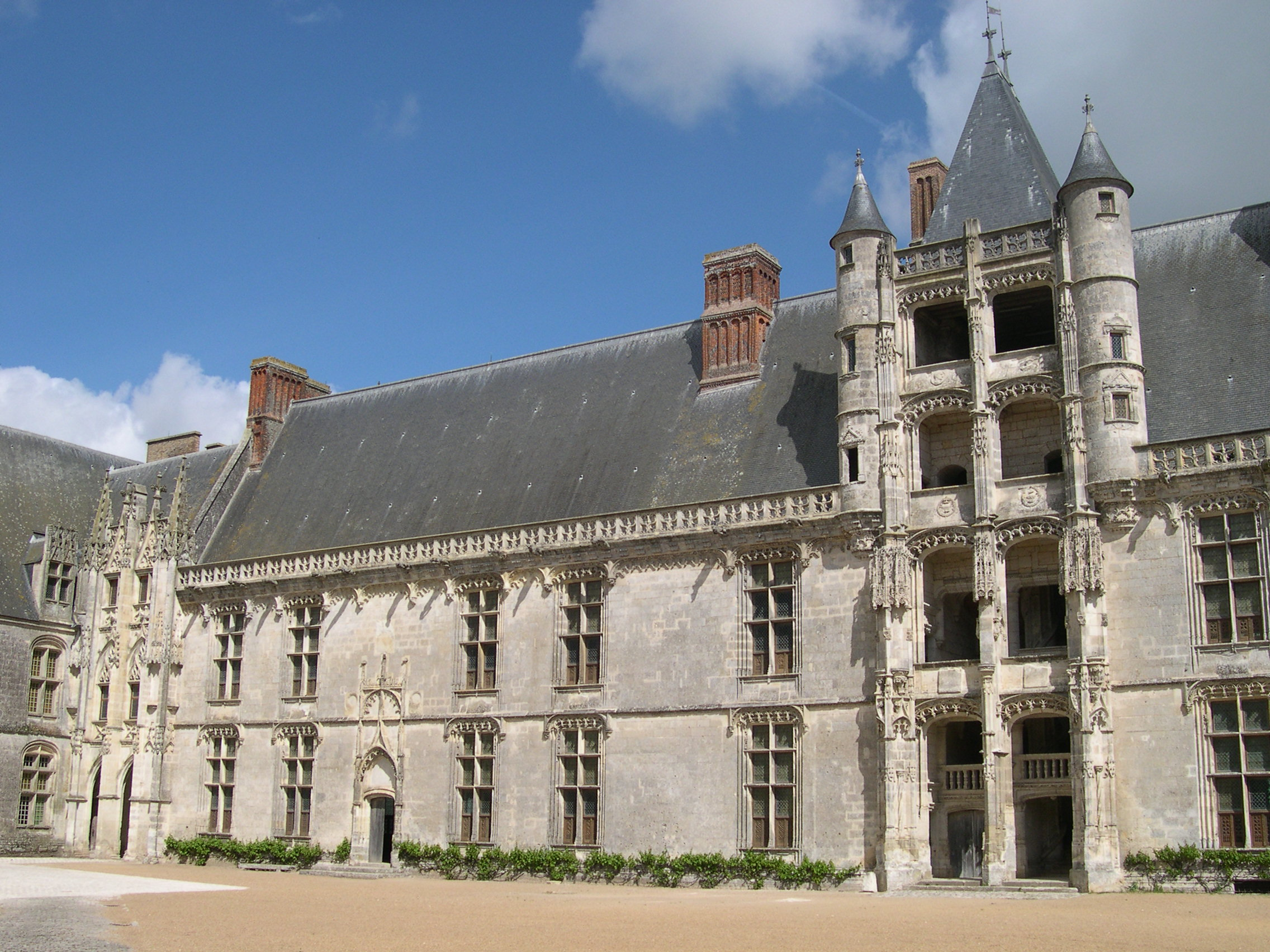
Ala Longueville
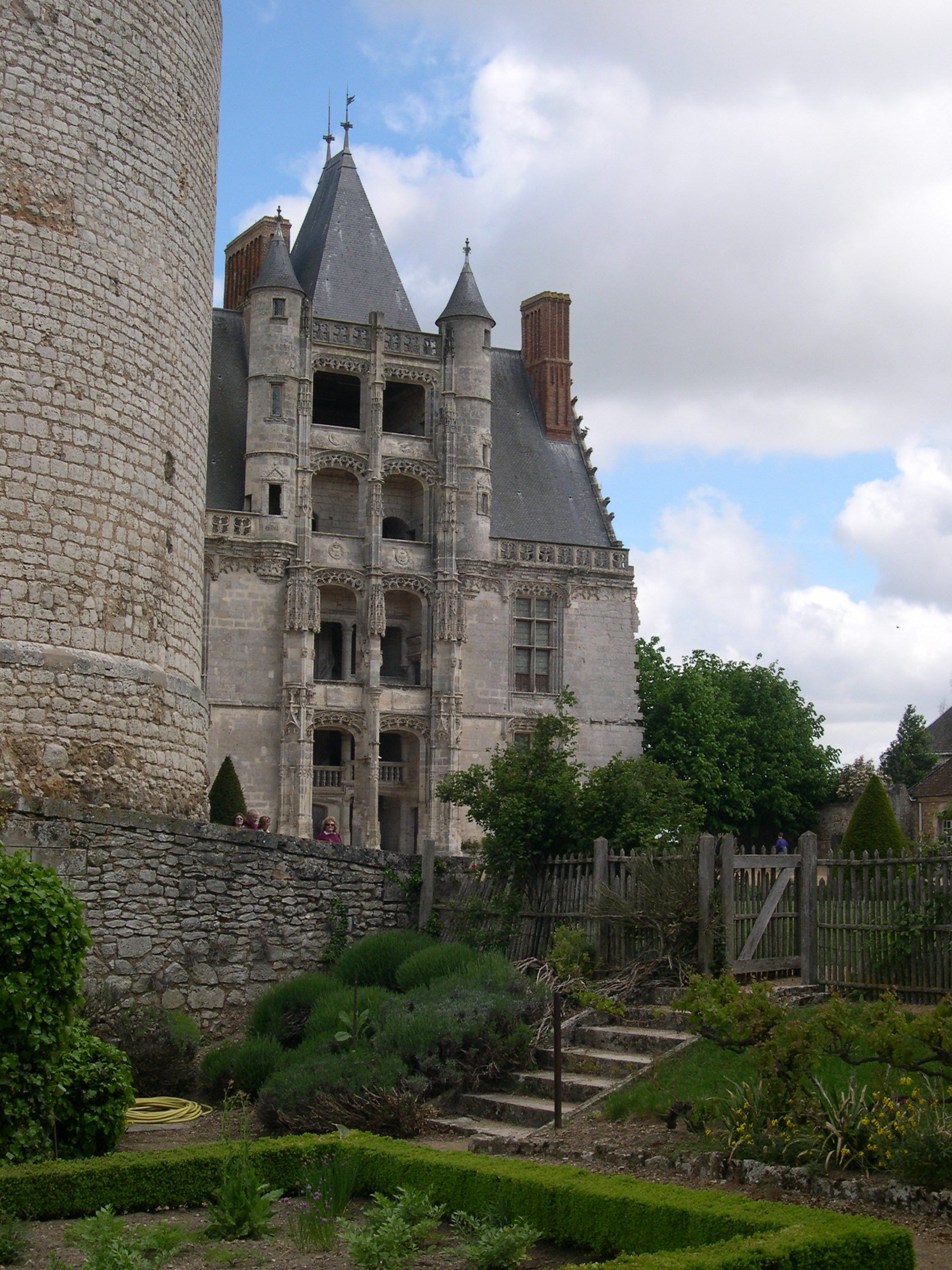
El jardín y el ala Longueville
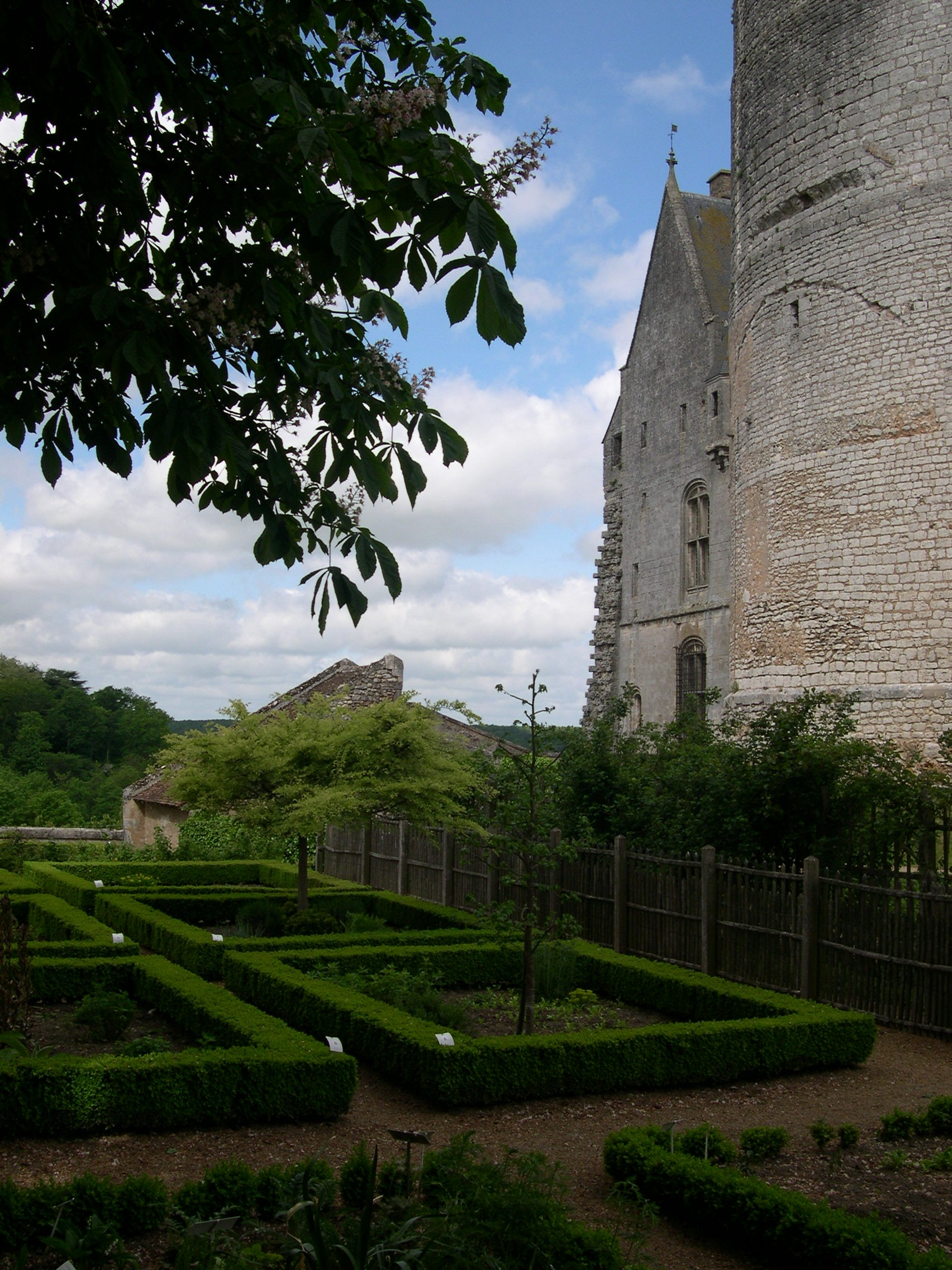
El jardín

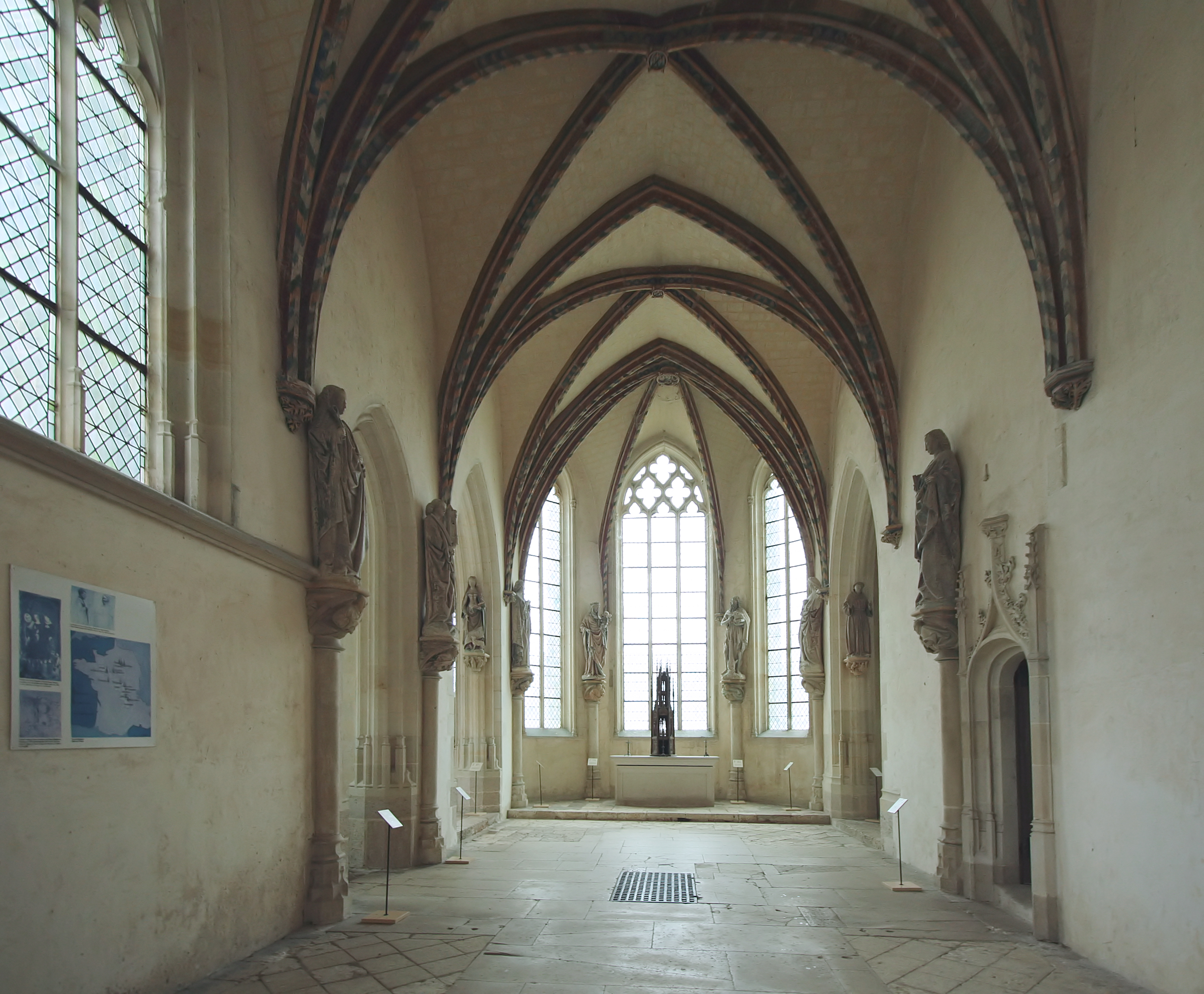
Interior de la capilla
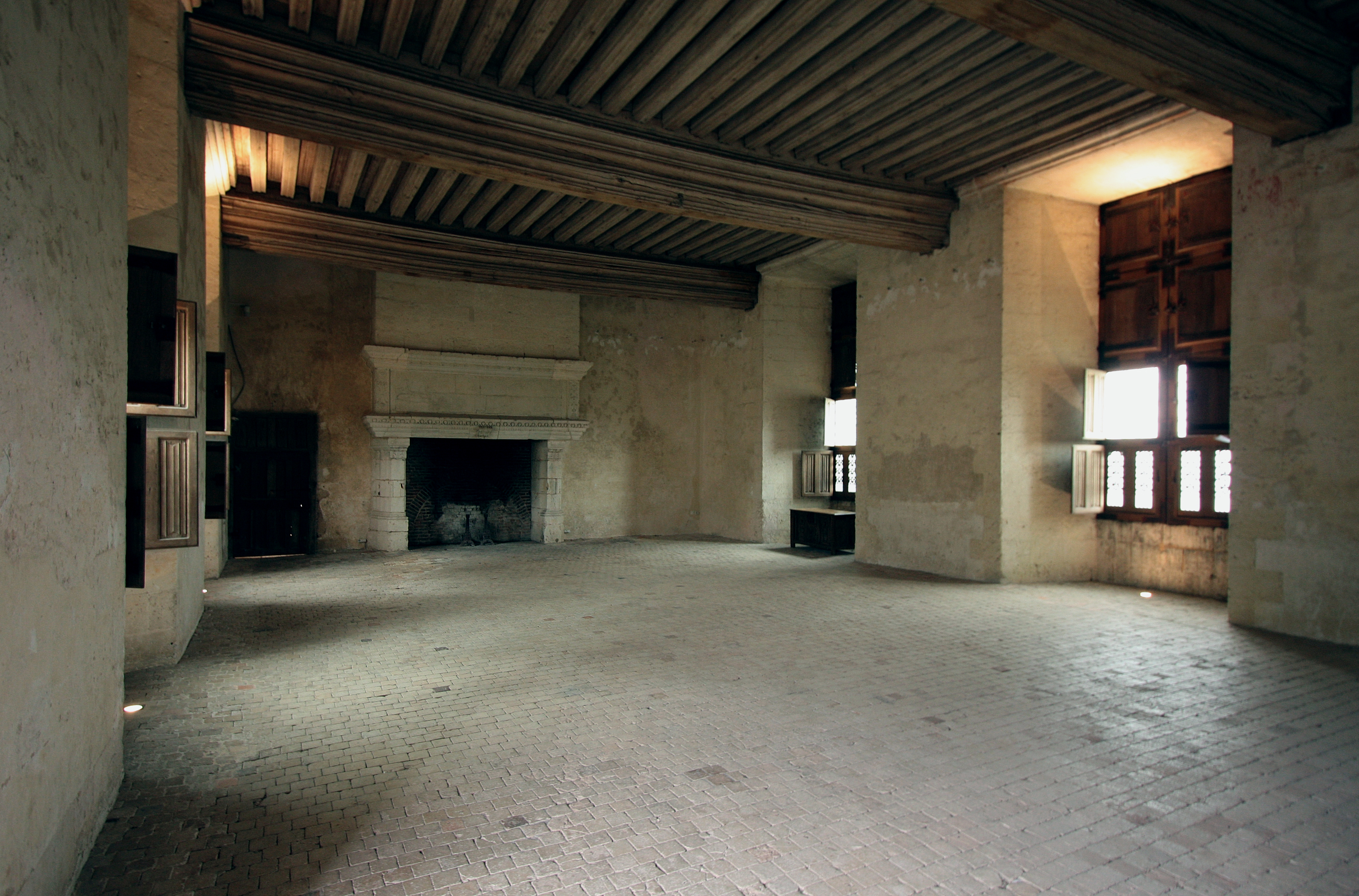
Interior de gran sala del Longueville
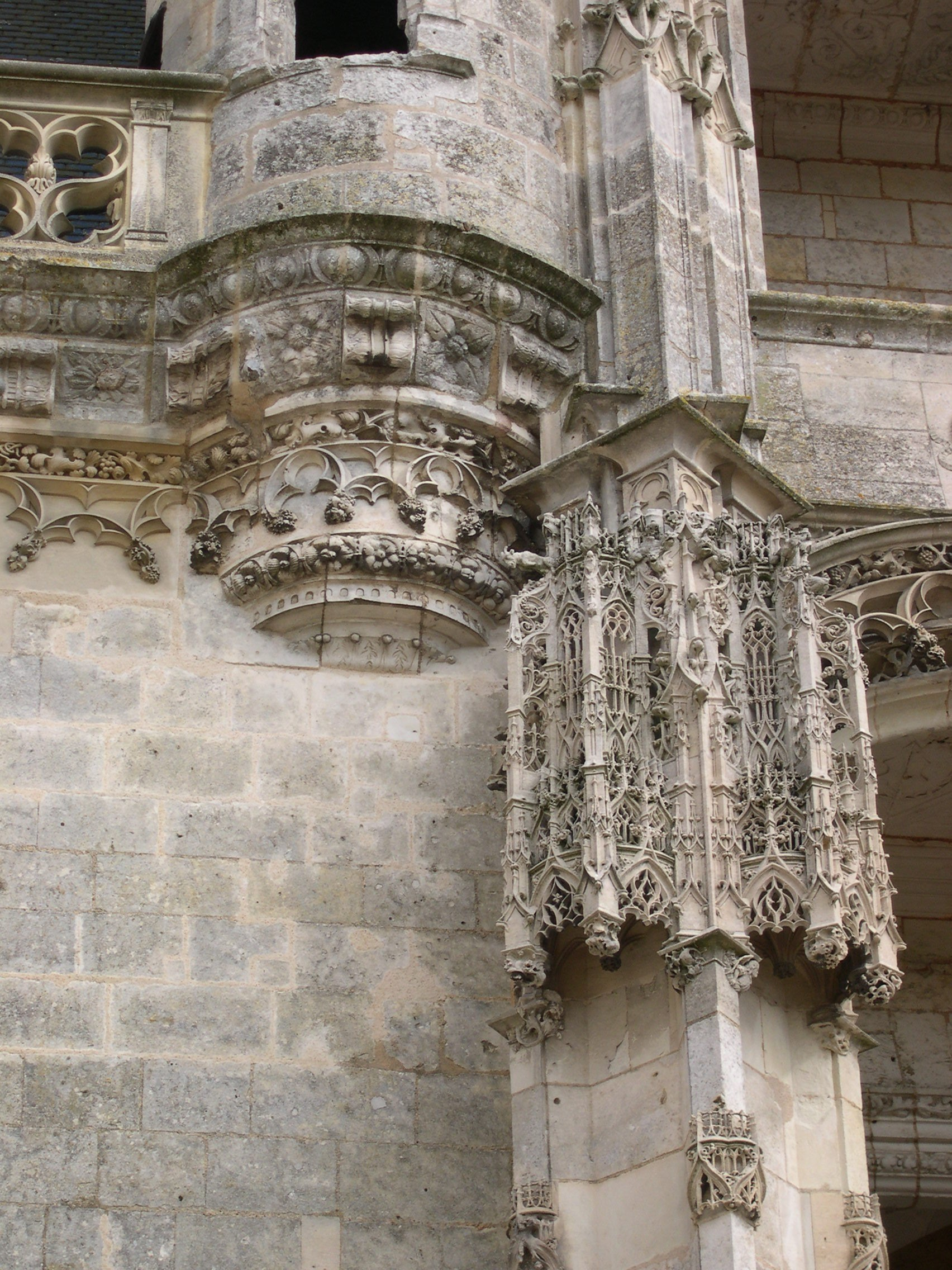
Detalle del ala Longueville
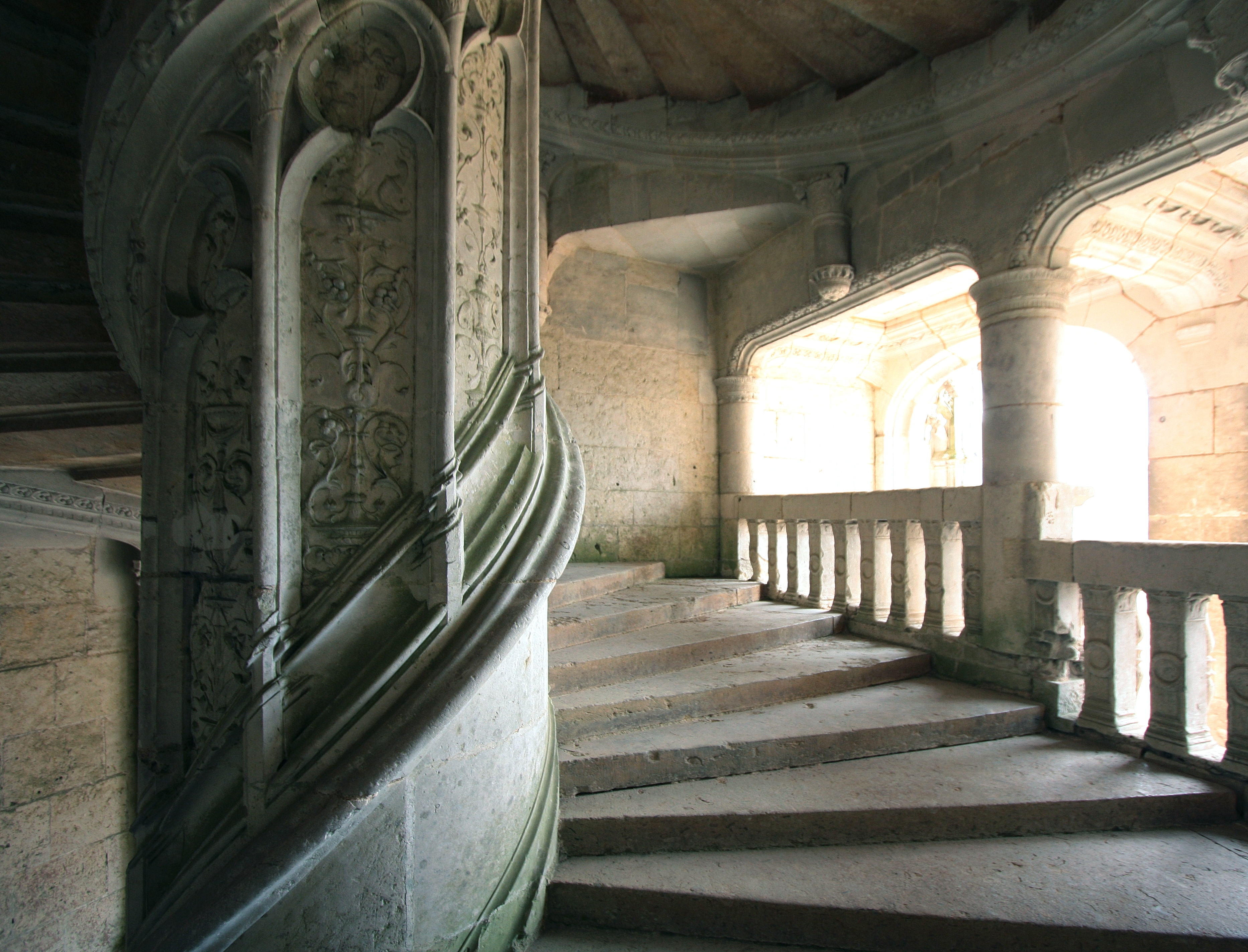
Detalle de la escalera
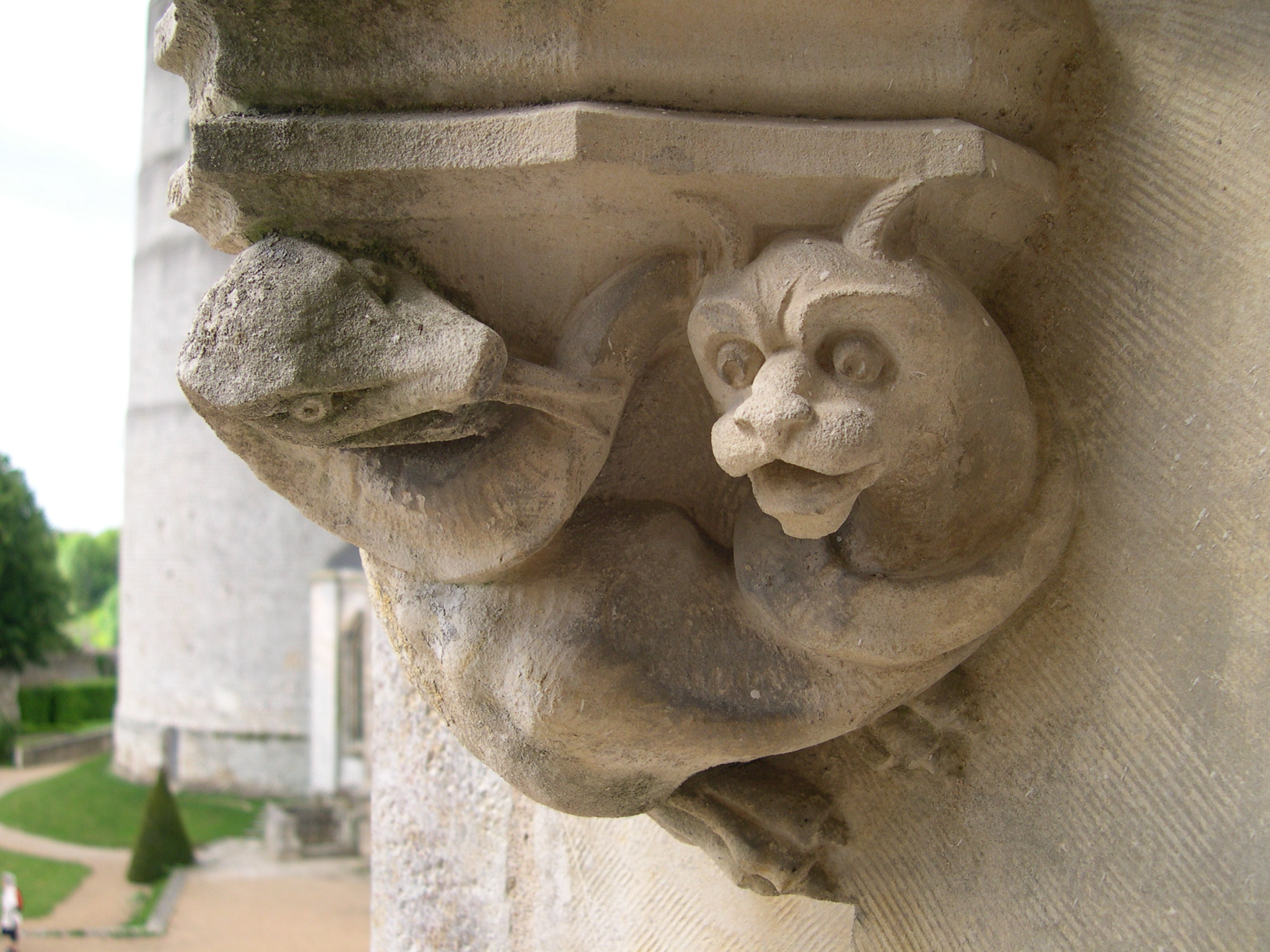
Detalle de escultura
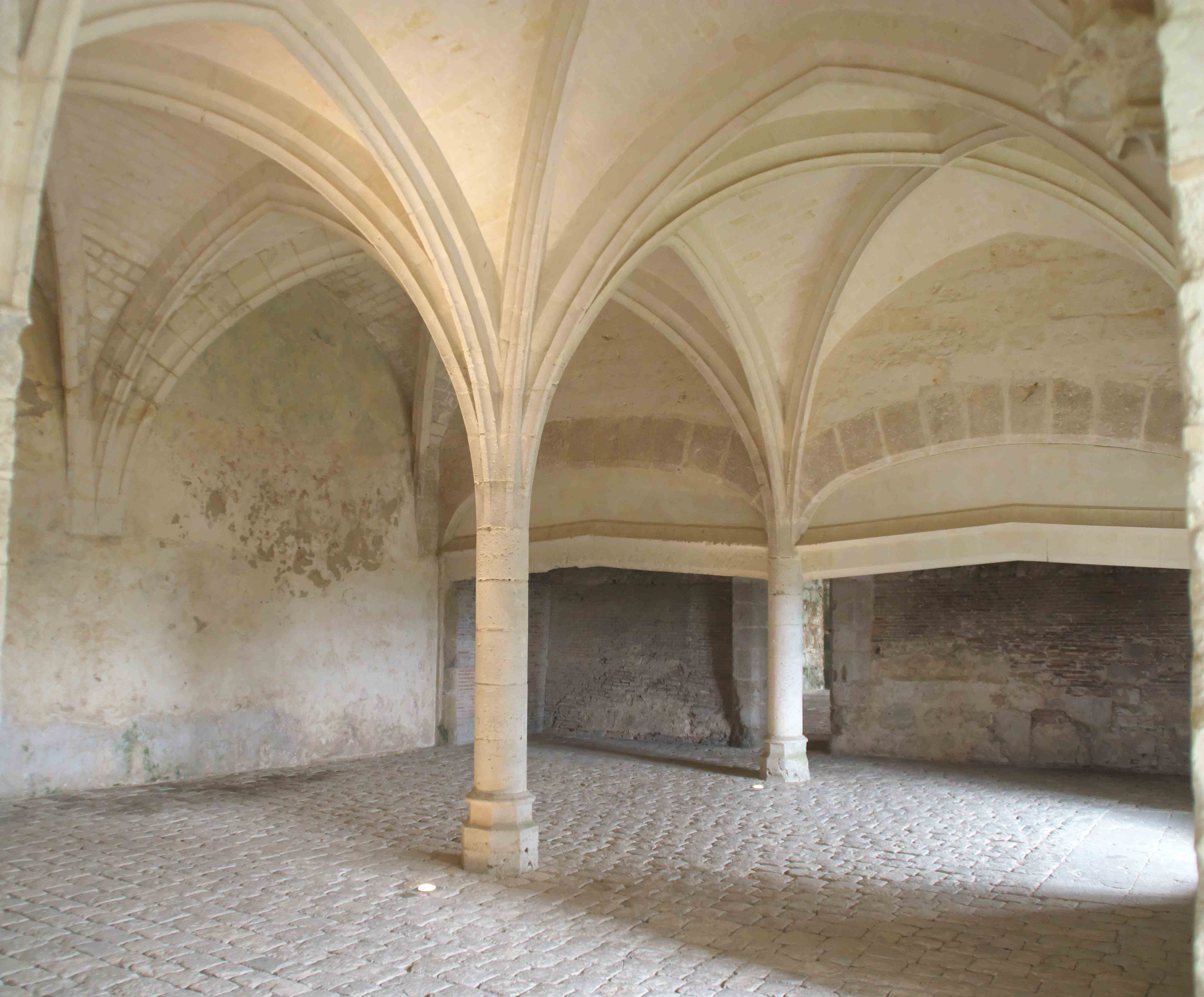
Cocinas medievales del ala Dunois